# Буриме
Буриме (на френски: bouts rimés, „римувани краища“) е вид стихотворение, съставено по предварително зададени рими и (евентуално) тема. Този вид забавно стихоплетство възниква във френските салони през 17 век под формата на игри и състезания между представители на интелигенцията и аристократичните кръгове и популярността му трае през целия 17-и и по-голямата част от 18 век. Разпространението на буримето е свързано с господстващия по това време бароков стил в изкуството и литературата, при който се открива стремеж към постигането на поетичното по изкуствен начин, а съдържанието често бива изместено от формата.
Буримето започва да губи своята популярност след 1865 година, когато Александър Дюма обявява конкурс между френските поети за буриме въз основа на римите от негов поетичен сборник от 350 рими. Резултатите от състезанието били комични.
В България подобно състезание е правено от хумористичния вестник „Тримата глупаци“ с редактор Доньо Донев и в предаването Неделно Темпо на Радио Темпо Русе с водещи Марина Михайлова и Илия Деведжиев.